# Guabiruba
Guabiruba es un municipio brasileño del estado de Santa Catarina. Tiene una población estimada al 2022 de 24 543 habitantes. Pertenece a la Región metropolitana del Valle de Itajaí.

## Historia
Guabiruba fue colonizada principalmente por alemanes de la región de Baden. Se emancipó del municipio de Brusque el 10 de junio de 1962.

## Ciudades hermanas
- Karlsdorf-Neuthard